# MacOS
A macOS az Apple által fejlesztett operációs rendszer, amelyet az Apple számítógépei használnak. 2024 szeptemberében a legfrissebb macOS verzió a macOS 15 Sequoia.
Az első Apple számítógépek operációs rendszerét Macintosh System Software-nek nevezték (1984–1987), ezt követte a System Software (1987–1997), majd a Mac OS (1997–2001) elnevezésű, ezeket szokás Classic Mac OS operációs rendszereknek nevezni. A teljesen újraírt, UNIX alapú Mac OS X (1999–2011, angolul: mek–ó–esz–ten, magyarul mek os tíz) és OS X (2012–2015) után jött a macOS elnevezés, amelyet ma (2025) is használnak.
A macOS a szoftver verziószámok mellett önálló nevet is kap az Apple-től, rendre Kalifornia tájairól, egy korábbi a bortermeléséről híres Sonomáról, a 2024-ben kiadott változat pedig a Sequoia Nemzeti Parkról.

## Előzmények
1985-ben Steve Jobs – eltávolították az Apple vezetőségből és elhagyta a vállalatot – a pénzügyi befektető Ross Perot-val megalapította a NeXT Computert. Jobs meg akarta mutatni, hogy tud jobbat az Apple-nél, felhasználói szuperszámítógépet akart gyártani – bár kereskedelmi forgalomba kerültek a NeXT gépek, üzleti sikert nem arattak. Az Apple-höz hasonlóan operációs rendszert is fejlesztett a NeXT, ez volt az objektum-orientált NeXTSTEP operációs rendszer.  A NeXTSTEP az 1970-es évektől fejlődő Unix BSD változatán a Carnegie Mellon Egyetem (Carnegie Mellon University) által kifejlesztett Mach kernelen alapult. Ez Objective-C nyelven írt objektumorientált programozási keretrendszer volt. A kernel a mag, a keretrendszer a szoftverfejlesztők munkáját segítő eszköz.

A képen a Mac OS X blokk vázlata. Legalul a hardver található. Ha alulról felfelé haladunk, egyre magasabb, azaz összetettebb feladatok megoldására képes blokkokat találunk. Alul a Mac, amelynek jó része a BSD. Ezek a hardvereszközök – merevlemez, SSD, Ethernet, wi-fi – közvetlen vezérlő szoftvereit tartalmazzák. A kernel felett állnak a Rendszer szolgáltatások (System utilities). Ezek komplett feladatok végrehajtására képesek. Legfelül a Grafikus felhasználói felület (GUI), az Apple esetében az Aqua.

Miután Jobs elhagyta az Apple-t, a cég pénzügyi, termelési és értékesítési nehézségekkel küzdött. A folyamatos vezető váltás – John Sculley (1983–1993), Michael Spindler (1993–1996) és végül Gil Amelio (1996–1997) – csak rontott a helyzeten, mert minden vezető új koncepciót karolt fel. A Macintosh rendszerszoftvere elérte az egyfelhasználós, kooperatív többfeladatos architektúra korlátait, és egykor innovatív felhasználói felülete egyre elavultabbnak tűnt. Hiába támogatta Gil Amelio, az 1994-ben elindult belső fejlesztést, –, a Copland is zátonyra futott a belső feszültségek miatt, ráadásul a külső szakérték sem tartották ígéretesnek. 1996-ra a Copland közel sem állt készen a kiadásra, amikor a projektet végül törölték. A Copland egyes elemeit beépítették az 1997. július 26-án kiadott Mac OS 8-ba.
Honnan kapta a Copland a nevét?
A System 7.5 kódneve „Mozart” volt. Az Apple maradt a zeneszerzőknél, ezért a következő rendszert Aaron Coplandről nevezte (volna) el. A meg nem valósult Copland utóda Gershwintől kapta volna a nevét, de hivatalosan soha sem kezdtek bele a tervezésébe.
Felmerült, hogy a Windows NT legyen az új Mac operációs rendszer – ezt természetesen leginkább Bill Gates szorgalmazta. Az ajánlat azonban komoly volt, az Apple-t szorította az idő, a Microsoftnál több száz fejlesztő végezte volna a munkát. Gates az ár részeként szerette volna megkapni az Apple fejlesztette kezelőfelületet. Amelio úgy gondolta, hogy „ezzel a Microsoft Windows megkapná ugyanazt a vonzerőt, ami a Macintosh operációs rendszerét különlegessé teszi”, ezért visszautasította az ajánlatot.
Jean-Louis Gassée-t, aki 1981-1990 között az Apple egyik vezetője volt, Sculley kezdeményezésére küldték el az Apple-től. Ez követően megalapította a Be Inc-t, amely a BeOS-t – multimédiás, többfeladatos operációs rendszer, amely az Apple-hez hasonló hardvereken fut – fejlesztette. A Copland bukása után felmerült, hogy az Apple megveszi a Be céget. Gassée azonban túl magas árat kért, az operációs rendszere nem is volt kész, Amelio elutasította az ajánlatot.
1996 december Jobs visszatér 
1996 decemberében Steve Jobs az Apple vezetőivel tárgyalt. Arról próbálta meggyőzni volt cége képviselőit, hogy az Apple új operációs rendszere jelenlegi cége, a NeXT fejlesztette technológiára épüljön. A gyors tárgyalások eredményeképp december 20-án bejelentették, hogy az Apple közel 400 millió dollárért felvásárolja a NeXT Software céget részben pénzért, részben Apple részvényekért. A megállapodás részeként Steve Jobs visszatért cégéhez, Gil Amelio tanácsadója lett. Az 1997. január 7-én kezdődő Macworld Expón Steve Jobs és Steve Wozniak (az Apple két meghatározó alapítója) 1984 óta először léptek fel együtt a színpadon. Az Apple Computer bejelentette, hogy 1998-ban egy Rhapsody kódnevű operációs rendszer kiadását tervezi, amely a jelenlegi alkalmazásokat, a Next OS alkalmazásokat és a Java alkalmazásokat fogja futtatni. Az új operációs rendszer megelőző többfeladatos működést és védett memóriát fog tartalmazni.
Jobs Amelio-t eltávolítva az Apple iCEO lesz
Jobs nem sokáig tűrte tanácsadói szerepét, hónapok alatt visszavette a cég irányítását. 1997. június 26-án – névtelenül – bedöntötte az amúgy sem remekelő cét tőzsdei árfolyamát, eladta azt a másfél millió Apple Computer részvényt, amelyet decemberben kapott, amikor az Apple Computer megvásárolta a NeXT szoftverét. Az Apple Computer részvényeinek értéke 11 éves mélypontra süllyed. Az árfolyamesést is kihasználva július negyedikén az igazgató-tanácsot rávette Gil Amelio azonnali menesztésére.
Az 1997 augusztusi Macworld Expón Steve Jobs és Bill Gates bejelentette, az Apple Computer öt évre szövetséget köt a Microsofttal. Engedélyezték a meglévő és öt éven belüli új szabadalmak keresztlicencelését – azaz Jobs engedélyezte annak a felhasználói felületnek az átadását, amit Amelio nem. A Microsoft vállalta, hogy kiadja az Office for Macintosh csomagot (ez létfontosságú volt ahhoz, hogy Macintosh gépet használjanak az irodákban). Az Apple az Internet Explorert tette alapértelmezett böngészővé az összes szállított Macintosh rendszeren. A Microsoft 150 millió dollárért fektet Apple részvényebe, és legalább három évig megtartja azokat (árfolyam helyreállítás). Jobs csatlakozik az Apple megújult igazgatótanácsához. Szeptembertől Jobs az Apple iCEO-ja, az i az időszakost, átmenetit jelenti.
Az Apple fejlesztők a NeXT Mach-jára támaszkodva tervezték a következő operációs rendszert, a Rhapsody-t. A Jobst a NeXTből az Apple-be követő Avie Tevanian lett a szoftverfejlesztés vezetője.  (A Rapsody elnevezés utal a soha el nem készült Copland utódjának szánt Gershwinre, akinek egyik ismertebb műve a Rhapsody in Blue.) A új operációs rendszer szinte teljes egészében az NeXT OPENSTEP frissített verziójára épült volna. A „klasszikus“ Macintosh alkalmazások futtatását virtuális géppel oldották volna meg. A megjelenést 1998 végére tervezték. Az Apple arra számított, hogy a fejlesztők szoftvereiket a lényegesen nagyobb teljesítményű OPENSTEP könyvtárakba fogják átvinni, amint megismerik annak erejét és rugalmasságát. Ehelyett több nagy fejlesztő, például az Adobe kijelentette, hogy ez soha nem fog megtörténni, és inkább teljesen elhagyják a platformot. Az elutasítás oka, hogy az Apple korábbi ígéreteit rendre megszegte. Miután végignézték, ahogy egyik „következő operációs rendszer” a másik után tűnik el, és az Apple piaci részesedése apad, a fejlesztők egyáltalán nem voltak érdekeltek a platformon végzett sok munkában, nemhogy az újraírásban. Ezért a Rhapsody-t újragondolták.
Az eredeti Macintosh API-kat a Carbon néven ismert Unix-könyvtárakba helyezték át. Ennek következményeképp a Mac OS-alkalmazások teljes újraírás nélkül átvihetők voltak Carbonra, így natív alkalmazásként működnek az új operációs rendszeren. Eközben a régebbi eszközkészletekkel írt alkalmazások a "Classic" Mac OS 9 környezettel is támogatottak. A fejlesztők számáram új platform C, C++, Objective-C, Java és Python programozási nyelvekkel bővült.
Bár a fejlesztők a Rhapsody harmadik, fejlesztőknek szánt kiadására számítottak, Steve Jobs az 1998 júliusi MacWorld Expo New Yorkban bejelentette, hogy a Rhapsody továbbfejlesztett változata mindenki számára elérhetően Mac OS X Server 1.0 néven megjelenik. A szerver része lesz a WebObject, a QuickTime Streaming Servert és az Apache webszerver.
Az operációs rendszer alsóbb rétegeit (a Mach kernel és a rajta lévő BSD rétegek) újracsomagolták, és az Apple Public Source License alatt adták ki, ez Darwin néven vált ismertté. A Darwin kernel stabil és rugalmas operációs rendszert biztosít, amely kihasználja a programozók hozzájárulását és az Apple-n kívüli független nyílt forráskódú projekteket; azonban nem sok hasznát látja a Macintosh közösségen kívül.
Az új operációs rendszer első kiadása – a Mac OS X Server 1.0 – a Mac OS grafikus felhasználói felületének módosított változatát használta, de a Mac OS X Developer Preview 3-tól kezdődő összes kliensverzió egy új, Aqua néven ismert dizájnt használt. Az Aqua lényeges eltérést jelentett a Mac OS 9 felületétől, amely alig fejlődött az eredeti Macintosh operációs rendszerhez képest: színes, méretezhető grafikát, szöveg és grafika élsimítását, szimulált árnyékolást és kiemeléseket, átlátszóságot és árnyékokat tartalmazott. és animáció. Új funkció volt a Dock, egy alkalmazásindító, amely kihasználta ezeket a képességeket.
Ennek ellenére a Mac OS X nagymértékben megőrizte a konzisztenciát a hagyományos Mac OS felülettel és az Apple saját Apple Human Interface irányelveivel, a képernyő tetején található legördülő menüvel, az ismerős billentyűparancsokkal és az egygombos támogatással. egér. Az Aqua fejlesztését némileg késleltette, hogy az OpenStep Display PostScript motorjáról egy házon belül kifejlesztett, mindenféle licenckorlátozástól mentes, Quartz néven ismertre váltottak.

## Felhasználói verziók
A rendszer főbb változatai eleinte nagymacskákról kapták (kód)nevüket, melyek a 10.2-es verzió óta hivatalos névként is szolgálnak. A magyar nyelvű operációs rendszer megjelenéséig angol nevet használtak itthon az Apple viszonteladók. A 10.9-es verziótól kaliforniai nevezetes helyeiről nevezik el a verziókat. A 10.7 Lion rendszerrel bezáróan az operációs rendszernek volt szerver változata is.
A Mac OS X az Apple tizedik operációs rendszere volt. Ezért hibás az itthon köznyelvben elterjedt ó-es-iksz ejtés, a helyes ó-esz-ten, azaz OS tíz.

| verzió               | Verzió kódneve | Megjelenés dátuma    | Ugrás a leíráshoz |
| -------------------- | -------------- | -------------------- | ----------------- |
| Apple Rhapsody       | Rhapsody       | 1997. augusztus 31.  | Rhapsody          |
| Mac OS X Public Beta | Kodiak         | 2000. szeptember 13. | Kodiak            |
| Mac OS X 10.0        | Cheetah        | 2001. március 24.    | Cheetah           |
| Mac OS X 10.1        | Puma           | 2001. szeptember 25. | Puma              |
| Mac OS X 10.2        | Jaguar         | 2002. augusztus 24.  | Jaguar            |
| Mac OS X 10.3        | Panther        | 2003. október 24.    | Panther           |
| Mac OS X 10.4        | Tiger          | 2005. április 29.    | Tiger             |
| Mac OS X 10.5        | Leopard        | 2007. október 26.    | Leopard           |
| Mac OS X 10.6        | Snow Leopard   | 2009. augusztus 28.  | Snow Leopard      |
| Mac OS X 10.7        | Lion           | 2011. július 20.     | Lion              |
| OS X 10.8            | Mountain Lion  | 2012. július 25.     | Mountain Lion     |
| OS X 10.9            | Mavericks      | 2013. október 20.    | Mavericks         |
| OS X 10.10           | Yosemite       | 2014. október 16.    | Yosemite          |
| OS X 10.11           | El Capitan     | 2015. szeptember 30. | El Capitan        |
| macOS 10.12          | Sierra         | 2016. szeptember 20. | Sierra            |
| macOS 10.13          | High Sierra    | 2017. szeptember 25. | High Sierra       |
| macOS 10.14          | Mojave         | 2018. szeptember 24. | Mojave            |
| macOS 10.15          | Catalina       | 2019. október 7.     | Catalina          |
| macOS 11             | Big Sur        | 2020. november 12.   | Big Sur           |
| macOS 12             | Monterey       | 2021. október 25.    | Monterey          |
| macOS 13             | Ventura        | 2022. október 24.    | Ventura           |
| macOS 14             | Sonoma         | 2023. szeptember 26. | Sonoma            |
| macOS 15             | Sequoia        | 2024. szeptember 16. | Sequoia           |

### Rhapsody
Az első Mac OS X béta hivatalos elnevezése, ezt kommunikálták a sajtóanyagokban is. A név a késői Mac OS verziók kódnevéhez hasonlóan zenei fogalom. A NeXTSTEP-en alapul, sok funkciót azonban a klasszikus Mac OS-ből vett át.

### Mac OS X Public Beta
Ez volt az első felhasználók által elérhető verziója Apple régóta várt következő generációs kliens operációs rendszerének, de még mindig sok hibával működött. De megismerhető volt a FreeBSD alapú Unix magot elrejtő új Aqua felhasználói felület, a Quartz grafikusmotor ereje. A szoftver ára 29,95 dollár volt, csak angol, német és francia nyelven volt elérhető. A Public Beta verzióban az Apple logó a menüsor közepére került, de sok felhasználói panasz miatt az Apple visszahelyezte az Apple logót az eredeti helyére a menü bal oldalára. A logó menüpont, amire kattintva a számítógéppel – és nem egyes alkalmazásokkal – kapcsolatos beállítások tehetők meg.

### Mac OS X 10.0 Cheetah
2001 márciusában az Apple kiadta a Mac OS X első (hivatalos) verzióját. Az első kiadást aligha lehetett befejezettnek nevezni, de az Apple úgy érezte, hogy fontosabb az ütemterv betartása. A 10.0 továbbra is nagyon lassú volt (sokkal lassabb, mint a Mac OS 9), és hiányzott néhány fontos funkció, mint például az adat CD-írás vagy a DVD-videók lejátszása. Különösen az ablakok átméretezése volt rendkívül lassú. Ennek ellenére számos fejlesztést hozott a Public Beta verzióhoz képest, és azt is bebizonyította, hogy az Apple hallgat a felhasználók megjegyzéseire és kritikáira. A fő probléma a rendelkezésre álló alkalmazások hiánya volt. Az első alkalmazások, amelyek az új rendszerre megjelentek, többnyire nem a felhasználók kereste szoftverek voltak, és eltartott egy ideig, amíg az első nagyobb alkalmazásokat átírták, hogy natívan futhassanak az OS X alatt.

### Mac OS X 10.1 Puma
A 2001 szeptemberében kiadott 10.1 jelentős lépés volt a 10.0-hoz képest. Míg a Mac OS 10.0 egy újabb béta verziónak tűnt, a 10.1 volt az első OS X, amelyet ténylegesen lehetett használni. Az alkalmazásindítási idő, az ablakok átméretezése és a menük lényegesen gyorsabbak voltak, a dokk (Dock) mozgatható, testre szabhatóbb felület, továbbfejlesztett 3D grafikus teljesítmény, több száz illesztőprogram külső gyártók nyomtatóihoz, kamerákhoz, kamerákhoz, MP3-lejátszókhoz és tárolóeszközökhöz, valamint további hálózati integráció – néhány az új vagy továbbfejlesztett szolgáltatások közül. A 10.1 ingyenes frissítés volt a 10.0 tulajdonosai számára. Mérete miatt azonban nem volt letölthető az internetről, hanem vagy közvetlenül az Apple-től kellett megrendelni (szállítási költség 20 dollár), vagy egy Apple Store-t személyesen felkeresve átvehető volt írott CD-R-n.

### Mac OS X 10.2 Jaguar
A Jaguár „családi csomagban“ volt elérhető, egy háztartásban öt külön számítógépre lehetett feltelepíteni, itthon sok kisvállalkozás élt vissza a lehetőséggel. A Jaguar volt az első Mac OS X, amely nyilvánosan használta kódnevét marketingben és reklámokban. Ennek érdekében az Apple a Mac OS X doboz csomagolását egy új, jaguár témájú dobozra cserélte, a hordozón a Pixar animációs stúdió számítógéppel generált jaguárbundájával. A Jaguar számos új funkciót vezetett be, beleértve az MPEG-4 támogatást a QuickTime-ban, a címjegyzéket és a kézírás-felismerést segítő Inkwell-et. Tartalmazza továbbá az Apple Zeroconf implementációjának első kiadását, a Rendezvous-t (később Bonjour névre keresztelték), amely lehetővé teszi, hogy az ugyanazon a hálózaton lévő eszközök automatikusan felfedezzék egymást, és elérhető szolgáltatásokat, például fájlmegosztást, megosztott szkennereket és nyomtatókat kínáljanak a felhasználónak. A Jaguarral debütált a Quartz Extreme, egy olyan technológia, amely – szoftvert mellőzve – közvetlenül a videokártyát használja ablakok összeállításához. A Jaguar felhasználói felülete is módosult, hogy a frissített Sherlock 3 segítségével keresési funkcióval bővült a Finder. A Jaguar megkapta a Common Unix Printing System-et (más néven CUPS-t), a Unix-szerű operációs rendszerek moduláris nyomtatási rendszerét és a Microsoft Windows hálózatok továbbfejlesztett támogatását. Az a nyílt forráskódú Sambát használja az SMB távoli fájlelérési protokoll szervereként és egy FreeBSD-eredetű virtuális fájlrendszer modult az SMB kliensként. A híres Happy Mac-et, amely majdnem 18 éven át üdvözölte a Mac-felhasználókat a Macintosh indítási folyamata során, a Jaguár bevezetésével egy nagy szürke Apple logóra cserélték. A Jaguárhoz PowerPC G3 vagy G4 processzor és legalább 128 MB RAM kellett.

### Mac OS X 10.3 Panther
A 2003-as WWDC-n jelentették be a Panthert. A Panther számos új funkciót vezetett be, mint például az új ablakkezelő Exposé, a továbbfejlesztett Finder (fájlkezelő), a személyes fájlok AES-128 titkosítása, az Előnézet (angolul: Preview) továbbfejlesztett verziója, a faxolás, a gyorsabb levelezés és a Font Book (betűkészlet-kezelő eszköz). Emellett az iDisk hozzáférése és szinkronizálása is jelentősen javult. A legnagyobb figyelmet azonban két új funkció kapta: a gyors felhasználóváltás (Fast User Switching) és az Xcode. A gyors felhasználóváltás volt az egyik legjobban várt funkció, amely lehetővé tette a Mac számítógépet használó felhasználók számára, hogy az alkalmazásokból való kilépés és kijelentkezés nélkül váltsanak a felhasználói fiókok között. A Mac OS X grafikus erejét felhasználva a felhasználók közötti váltást 3D-s animáció mutatta. Az Xcode egy új fejlesztőeszköz volt a Mac OS X alkalmazásokhoz, jelentősen megnövelte az alkalmazások fordítási sebességét. A Panthert 129 dollárért adták el az Egyesült Államokban.

### Mac OS X 10.4 Tiger
A Tiger 2005. április 29-én jelent meg a Mac OS X operációs rendszer leghosszabb ideig futó verziója lett. Az új funkciók közé tartozik a Spotlight nevű gyorskereső rendszer, a Safari webböngésző új verziója, a Dashboard, az új „Unified” téma, valamint a 64 bites címzés továbbfejlesztett támogatása a Power Mac G5-ökön. A Tiger-t minden új Macintosh számítógépre előre telepítették, és frissítésként is elérhető volt a támogatott Mac OS X rendszerek felhasználói számára. A Tiger volt az operációs rendszer első verziója, amely Apple-Intel architektúrájú gépeken működött. A 2007 márciusában a Mac OS X v10.4 testre szabott verzióját „Apple TV OS” névvel mutatták be, ez a szokásos grafikus felhasználói felületet a Front Row frissített verziójával váltja fel. Hat héttel a hivatalos megjelenés után az Apple ké millió példányt szállított ki a Tigerből, ami az összes Mac OS X felhasználó 16 százalékát jelenti. Az Apple azt állította, hogy a Tiger volt a legsikeresebb Apple OS kiadás a cég történetében. A 2007. június 11-i Worldwide Developers Conference-en az Apple vezérigazgatója, Steve Jobs bejelentette, hogy a 22 millió OS X-felhasználó több mint 67 százaléka Tigert használt.

### Mac OS X 10.5 Leopard
A Leopard 2007. október 26-án jelent meg. Az Apple kedvezményes áru frissítést kínált azoknak, akik 2007. október 1. és 2007. december 29. között olyan új Apple számítógépeket vásároltak, amelyeken nem volt előre telepítve a Leopard. Az Apple szerint a Leopard több mint háromszáz változtatást és fejlesztést tartalmazott, beleértve az operációs rendszer alapvető összetevőit, a mellékelt alkalmazásokat és fejlesztői eszközöket. A Leopard asztala jelentősen átdolgozott felületet hozott, áttervezték a Dock-t, megjelent a Stacks, a menüsor félig átlátszóvá lett. Frissült a Finder, átvette az iTunesban használt látott Cover Flow vizuális navigációs felületet. Az egyéb figyelemre méltó funkciók közé tartozik a 64 bites grafikus felhasználói felület alkalmazások írásának támogatása, a Time Machine nevű automatizált biztonsági mentési segédprogram, a Spotlight keresések támogatása több gépen, valamint a Front Row és a Photo Booth A Leopárd kibocsátása az iPhone fejlesztése miatt csúszott, először 2006 végén tervezték a bemutatását, végül 2007 októberében lett elérhető az operációs rendszer. A bemutatót követő hétvégén két millió példányt értékesítettek.

### Mac OS X 10.6 Snow Leopard
A Snow Leopardot 2009. június 8-án, az Apple Worldwide Developers Conference-en (WWDC) mutatták be nyilvánosan. A Mac OS X korábbi verzióitól eltérően a Snow Leopard célja a jobb teljesítmény, a nagyobb hatékonyság és a rendszer memóriaigényének csökkentése volt elsősorban, nem is tartalmazott sok újdonságot. A csökkentésre lehetőséget adott, hogy ez volt az első olyan operációs rendszer System 7.1.1 óta, amely nem futott a PowerPC processzort használó számítógépeken. Mivel a csak PowerPC-n futó alkalmazások futtatását lehetővé tevő Rosetta alkalmazás kikerült következő operációs rendszerből, a Hóleopárddal az Apple elvágta a múltjához kötődő szálakat, és az Inteles jelenjére és jövőjére koncentrált. Az operációs rendszerrel együtt előre telepített, Apple fejlesztette szoftverek nagy részét alaposan átírták ehhez a kiadáshoz, hogy teljes mértékben kihasználhassák a modern Macintosh hardver előnyeit. Új programozási keretrendszereket hoztak létre. Ilyen az OpenCL-t, amelyek lehetővé teszik a szoftverfejlesztők számára, hogy grafikus kártyákat érjenek el alkalmazásaikban.

### Mac OS X 10.7 Lion
A "Lion" verziót 2011. július 20-án adták ki. Újdonság volt a Mac App Store, az iPhone alkalmazásához hasonló webáruház, amelyből csak számítógépen futtatható alkalmazások vásárolhatók meg. Ellentétben az iOS App Store-ral, a Mac App Store nem tartalmazza az összes telepíthető alkalmazást, sőt, inkább csak töredéküket. A nagy fejlesztők – jellemzően, de nem kizárólag, Adobe, Microsoft programok az adott cégtől vásárolhatók meg. A grafikus felhasználói felületen végrehajtott változtatások közé tartozik a Launchpad megjelenése (ez a futtatható alkalmazásokat az iOS-eszközök kezdőképernyőjéhez hasonlóan mutatja), az automatikusan elrejthető görgetősávok, amelyek csak használat közben jelennek meg, valamint a Mission Control, amely egyesíti az Exposé, Spaces, Dashboard és teljes képernyős alkalmazások egyetlen felületen belül. Fontos módosítás volt, hogy a bezárt alkalmazások újranyitva a bezárás előtti állapotban nyílnak meg. Ezen túlmenően az összes alkalmazás dokumentuma automatikusan mentődött (kivéve azokat, amelyek ezt az operációs rendszer funkciót szándékosan kizárták, mint eleinte az Office alkalmazások), így a felhasználóknak nem kell aggódniuk az el nem mentett dokumentumok miatt. A Lion volt az első operációs rendszer verzió, amely nem támogatja a 32 bites processzorokat. A Rosetta, a kizárólag PowerPC-s szoftverek futtatását Intel processzoron lehetővé tevő megoldást az Apple elhagyta a Lionból. A Lion volt az első operációs rendszer, amely kizárólag a Mac App Store-ból volt letölthető. Az Apple később két alternatív disztribúciós mechanizmust jelentett be a széles-sávú internet-hozzáféréssel nem rendelkező felhasználók javára: a bolti letöltések a kiskereskedelmi Apple Store-okban, valamint az operációs rendszert tartalmazó USB flash meghajtó megvétele. Az új operációs rendszert egy nap alatt egy milliónál többször töltötték le.

### OS X 10.8 Mountain Lion
Az Mountain Lion 2012. július 25-én jelent meg. Az Apple a korábbi verzióknál használt Mac OS X elnevezés helyett a Mountain Lion esetében már következetesen az OS X elnevezést használta. A korábbi operációs rendszerben meglevő Mail (levelezés) és Naptár (Calendar) alkalmazásokból kivált a Jegyzetek (Notes) és az Emlékeztetők (Reminders), hogy az alkalmazások adatai szinkronizálhatóak legyenek a megfelelő iOS alkalmazások adataival. Az iChatet – szintén adatszervezési okok miatt – az Apple lecserélte az Üzenetek (Messages) szolgáltatásra. Az operációs rendszerrel a felhasználók megkapták a Safari 6-ot is. Újdonság volt a – szintén iOS-ben megismert – Értesítési Központ megjelenése. Az értesítések a Macen ez a kijelző jobb felső sarkában jelennek (2024-ben is) meg. A kijelző jobbról behúzható oldalsávján is megtalálhatók az értesítések. Értesítés az alkalmazásoktól érkező üzenet, riasztás. A Mountain Lion-ból három millió darab kelt el az első négy napban.

### OS X 10.9 Mavericks
Az OS X Mountain Lion utóda, 2013. június 10-én jelentették be, és ugyanaz év október 20-tól volt ingyenesen elérhető és frissíthető az App Store-ból. Újdonság benne a korábban csak az iOS-ben elérhető Térkép (Maps) és az iBooks (az Apple e-könyv olvasó) alkalmazások. Megújul a Safari, a Naptár (Calendar), az Értesítések (Notifications) és a Finder is. Utóbbi újdonsága a teljes képernyős mód és a fülek használata. A Naptár kinézete teljesen más lett, új funkciókat kapott, összekapcsolták a Térképpel. Az iBooks-ban megjegyzéseket lehet fűzni egyes szövegrészletekhez. Javítottak az iCloud integráción. Az Apple szakított az Mac OS X kezdeteitől alkalmazott névadási gyakorlattal és a nagymacskák helyett az új operációs rendszereket kaliforniai tájakról, természeti képződményekről nevezni el.

### OS X 10.10 Yosemite
A Yosemite (ejtsd: „jouszemiti” – IPA:[joʊˈsɛməti]) verziót 2014. június 2-án jelentették be az azévi Worldwide Developers Conference (WWDC) rendezvényen. Ekkortól vált elérhetővé az alkalmazás–fejlesztők számára , a nyilvános béta-tesztelők pedig 2014. július 24-én jelent meg. A felhasználók október 16-ától vásárolhatták meg az operációs rendszert. A Yosemite-ben a felhasználói felület módosult, erősen hatott rá az iOS 7. A „flat design“ ellentéte volt a korábbi térhatást keltő dizájnnak. A dizájn váltás miatt áttervezték az alkalmazás ikonokat (de nem sikerült az összeset), a világos és sötét színsémákat kínáltak, valamint az alapértelmezett rendszerbetűtípust, a Lucida Grande-t lecserélték Helvetica Neue-re. A Dock egy 2D-s (lapos) áttetsző téglalap lett a skeuomorf üvegpolc helyett. Az új Handoff funkció lehetővé teszi, hogy az operációs rendszer integrálódjon az iOS 8 eszközökkel Bluetooth LE és Wi-Fi kapcsolaton keresztül. A felhasználók telefonhívásokat kezdeményezhetnek és fogadhatnak iPhone-on a Mac számítógépen kihangosítva, szöveges üzeneteket küldhetnek és fogadhatnak, aktiválhatnak személyes hotspotokat.

### OS X 10.11 El Capitan
Az El Capitan ismét a teljesítmény, a stabilitás és a biztonság novelésére összpontosított. Az El Capitan 2015. szeptember 30-án jelent meg ingyenes frissítésként a Mac App Store-on keresztül. Többérintéses gesztusokat – trackpaden és egéren – adott a Levelezés (Mail) és az Üzenetek (Messages) alkalmazásokhoz. A Térképben (Maps) elkezdődött a nagyvárosok – Berlin, London, Mexikóváros, Párizs, Sanghaj, Toronto és amerikai városok – közlekedési információinak megjelenítése. A Jegyzetek (Notes) alkalmazás az iOS-es Jegyzetekhez hasonló átalakításon esik át, hatékonyabb szövegfeldolgozási képességeket kap, megjelenik a teendőlista (to-do-list), a weboldal beépített előnézete, fényképek és videók, digitális vázlatok, térképhelyek és egyéb dokumentumok és médiatípusok. Az El Capitan új, System Integrity Protection (SIP) nevű biztonsági funkcióval rendelkezik, amely megvéd bizonyos rendszerfolyamatokat, fájlokat és mappákat más folyamatok általi módosítástól vagy manipulációtól még akkor is, ha root felhasználó vagy root jogosultsággal rendelkező felhasználó hajtja végre (sudo).

### macOS 10.12 Sierra
Ez az első macOS nevű operációs rendszer. A Sierra a 2012-ben kiadott OS X Mountain Lion óta az első, amely nem fut minden olyan számítógépen, amelyet az előző verzió támogat. A Siri beépült a rendszerbe. A felhasználók a Dockon, a menüsoron vagy egy billentyűparancson keresztül érhetik el, az eredmények a jobb felső sarokban lévő felületen jelennek meg. A Siri üzeneteket küldhet, kereshet az interneten és a fájlok között és módosíthatja a beállításokat. Az eredmények interaktívak, és megoszthatók más alkalmazásokkal, vagy rögzíthetők az Értesítési központhoz. A Fotók alkalmazás továbbfejlesztett arcfelismerést kapott, tárgy- és esemény–felismeréssel is rendelkezik. A hasonló képeket arcok, helyszínek és tárgyfelismerés segítségével csoportosítja, hogy „emlékeket“ hozzon létre. Az „emlékek“ kép-diavetítéseket tartalmaznak átmenetekkel és az algoritmus által kiválasztott zenével, amelyet a felhasználó tetszése szerint módosíthat. Az Emberek album a fotókat az arcfelismert személyek szerint rendezi, a Helyek a metaadatban tárolt GPS alapján vagy kézzel beazonosított fényképeket térképen jeleníti meg. A fejlesztők számára lehetővé vált, hogy Apple Pay gombot ágyazzanak be online üzleteikbe. A Safariban a felhasználók az Apple Pay gombra kattintva fizethetnek, majd biztonságosan lebonyolíthatják a vásárlásokat iPhone vagy Apple Watch segítségével. Az iCloud Drive szorosabban integrálódott az operációs rendszerbe. A felhasználók elérhetik az összes fájlt iPhone, iPad, Mac vagy Windows PC-ről, valamint az icloud.com webhelyről. Az optimalizált tárolás funkció automatikusan tárhelyet szabadít fel, feltölti a régi fájlokat, fényképeket, filmeket és e-mail mellékleteket az iCloudba. A közelmúltban létrehozott fájlok és a legutóbbi fotók a Mac számítógépen maradnak, így biztosítva a gyors hozzáférést. A több ablakot támogató alkalmazások egy ablakon belül több lapot támogatnak, így a felhasználó a Safarihoz hasonlóan rendszerezheti az ablakokat. Amikor a felhasználók Apple Watch-ot viselve közelítik meg Mac-jüket, automatikusan bejelentkeznek az asztali fiókjukba. A vágólap megosztható a közeli macOS Sierra és iOS 10 eszközök között kivágás, másolás és beillesztés céljából.

### macOS 10.13 High Sierra
A High Sierra-t a 2017-es WWDC-n jelentették be 2017. június 5-én. Ez a verzió is inkább teljesítménybeli fejlesztésekre és technikai frissítésekre összpontosított, mint sem új felhasználói funkciókat adott a felhasználóknak. Jelentős frissítésen esett át a  Fotók (Photos) és a Safari. A macOS alapértelmezett fájlrendszere az Apple File System (APFS) lesz a HFS Plus helyett. Támogatja a 64 bites inode Úgy tervezték, hogy az olyan gyakori feladatokat, mint a fájlok sokszorosítása és a mappa tartalmának megtalálása gyorsabb legyen. Beépített titkosítással, összeomlásbiztos védelemmel és egyszerűsített adatmentéssel is rendelkezik. A High Sierra hardveres gyorsítással támogatta a hatékony videokódolást (HEVC), valamint bevezette a HEIF képfájlformátumot A Safari új „Intelligens nyomkövetés megelőzése” funkcióval rendelkezett, amely gépi tanulást használt, hogy megakadályozza harmadik felek nyomon kövessék a felhasználót böngészése során. A Safari blokkolta az automatikusan lejátszódó videók indítását, ez feloldható volt.

### macOS 10.14 Mojave
A Mojave-t 2018. június 4-én a WWDC-n mutatták be, és szeptember 24-én tették felhasználóknak számára elérhetővé. Ismét számos iOS-alkalmazás jelent meg ezen a platformon. Ilyen a híraggregátor Apple News (amely 2024-ben sem érhető el magyar felhasználó számára), a hangüzenet rögzítésére alkalmas Hangjegyzetek (Voice Memos) vagy az intelligens otthon vezérlő eszközeihez hozzáférő Otthon (Home). Tökéletesítették a „sötét üzemmódot“. Ez volt az utolsó macOS, amely támogatta a 32 bites alkalmazásokat. Azokkal a régebbi Mac modellekkel nem volt használható a macOS Mojave, amelyek nem legalább Intel HD és Iris Graphics 4000 sorozatot, AMD GCN-alapú vagy legaglább Nvidia Kepler-alapú grafikus processzort használt, mert csak a felsoroltakon futott az új Metal API. A Mojave újdonsága volt az Íróasztal képének dinamikus, napszaktól függő változása – a háttérkép huszonnégy képet tartalmazó speciális fájl volt, ezek a képek ábrázolhatták ugyanazt a különböző napszakokban. Újra írák a Mac App Store-t, átvették az iOS-ből a „Felfedezés”-t, amely kiemeli az új és frissített alkalmazásokat. A Safari Tracking Prevention funkciói megakadályozták, hogy a közösségi média „Tetszik” vagy „Megosztás” gombjai engedély nélkül követhessék a felhasználókat. A böngésző emellett kevesebb információt küld a webszervereknek a felhasználó rendszeréről, így csökken a rendszer–konfiguráció alapján történő nyomon követés esélye. Ezenkívül képessé vált automatikusan létrehozni, automatikusan kitölteni és tárolni erős jelszavakat. Megjelölésre kerültek a többször használt jelszavak is.

### macOS 10.15 Catalina
A Catalinát 2019. június 3-án a WWDC-n jelentették be, 2019. október 7-én adták ki a nyilvánosság számára. A Catalina az első macOS volt, amely csak 64 bites alkalmazásokat támogatott. Az iTunes alkalmazást – az iOS-nek megfelelően – szétbontották önálló Könyvek (Books), Zene (Music), Podcast és TV alkalmazásokra, az iOS-eszközkezelés átkerült a Finderbe. Bemutatkozott a Catalyst szoftverfejlesztő eszköz, használatával a fejlesztők MacOS és iPadOS rendszereken is futó alkalmazásokat írhatnak.

### macOS 11 Big Sur
A Big Surt (11.0-s verzió) az Apple Worldwide Developers Conference-en jelentették be 2020. június 22-én, majd 2020. november 12-én adták ki nyilvánosan. Az operációs rendszer fő verziószámát 10-ről 11-re növelték, e verziótól kezdve rendre a fő verzió szám nő, a frissítéseké lett az első al verziószám. Ez az első macOS-verzió, amely támogatja az ARM-alapú processzoros Macet. Az Apple Silicon alapú Mac gépeken natívan futottak az iOS és iPadOS alkalmazások. A Big Surban a felhasználói felületet jelentősen áttervezték. Legfontosabb változás az áttetszőség megjelenése az ablakok esetében, illetve új színpaletta használata. Számos alkalmazás, valamint a Dock és a menüsor megjelenését újratervezték és leegyszerűsítették, az ikonok lekerekített sarkú négyzet alakúak lettek. A szoftverfrissítések letöltése a korábbi rendszerekkel ellentétben a háttérben megtörténhet, így csak a tényleges rendszer-frissítés ideje alatt nem használható a gép másra. Mivel a rendszerfájlok titkosított hitelesítésűek, a frissítőszoftver a pontos helyükön frissíti őket.

### macOS 12 Monterey
A Montereyt a WWDC 2021. június 7-i konferencia indító beszédben jelentették be, és 2021. október 25-én adták ki. Újdonság volt az Univerzális vezérlés – egyidejűleg lehet azonos beviteli eszközöket használni –, a Focust – az értesítések és riasztások szelektív korlátozása a felhasználó által definiált használatnak megfelelően (pld: éjszaka, vezetés, értekezlet). Az iOS-ről ismert Parancsikonok (Shortcuts) feladat-automatizálási keretrendszer is elérhető lett, vélhetően egyszer leváltja az évek óta nem fejlesztett, hasonló célú Automator alkalmazást. Újratervezték a Safari webböngésző, frissült a FaceTime. Ez a frissítés, ahogy az előzőek és az elkövetkezőek, nem adnak további tudást az operációs rendszerhez, inkább csak technikai frissen tartások, dizájn módosítások. Az Apple a legnagyobb bevételt adó iPhone fejlesztésére koncentrál.

### macOS 13 Ventura
A Venturát a WWDC 2022 rendezvényen jelentették be 2022. június 6-án, és 2022. október 24-étől lehetett letölteni. 
Bemutatták a Stage Managert, az új és opcionális ablakkezelőt. A Continuity Camera olyan program, amely lehetővé teszi a Mac felhasználók számára, hogy iPhone-jukat kameraként használják. A Mailben elérhető lett a „Küldés később“ és a „Küldés visszavonása“ funkció. Továbbfejlesztették az e-mailek keresését, rendszerezését és formázását. Az Üzenetekben (Messages) lehetővé vált a legutóbbi (kék színű) üzenet szerkesztése és az elküldés visszavonása. A Rendszerbeállítások (System Preferences helyett System Settings lett) az iOS/iPadOS Beállítások mintájára átszervezett felhasználói felületet. A Térképek (Maps) támogatja a több megállót tartalmazó útvonal tervezést. A FaceTime megkapta a Handoff funkciót, amely lehetővé teszi a hívás közbeni Apple-eszköz váltást. Az iCloud Shared Photo Library a családi megosztást használók számára engedi meg, hogy fényképet hozzáadjon, szerkesszen és töröljön a megosztott családi fotókönyvtárban. A Safari újdonsága a megosztott lapcsoportok és a jelszavak voltak, a Safari a WebAuthn-t használta a jelszó nélküli fiókkezeléshez. Az új alkalmazások közé tartozik az iOS-ről ismert Időjárás (Weather) és az Óra.

### macOS 14 Sonoma
A Sonoma-t 2023. június 5-én mutatták be a WWDC-n, letölthetővé 2023. szeptember 26-án vált. A widgetek – apró alkalmazások – kezelése megváltozott. Először csak a Dashboard-ra kerülhettek, a Dashboard megszűnése után az Értesítési központ (Notification Center) a kijelzőről jobbról behúzható oldalsávján volt a helyük. A Sonomában szabadon elhelyezhetők az Íróasztalon (Desktop), a widget választót úgy alakították át, hogy az iPadOS verziójára hasonlítson. A videokonferencia-alkalmazások képesek a webkamera képéből valós időben körbevágott előadó mögött megjeleníteni a kijelző képét. A Safariban létrehozhatunk böngészési profilokat, mindegyiket saját könyvjelző-, bővítmény- és cookie készlettel. A jelszómegosztás lehetővé teszi, hogy többen hozzáférjenek ugyanahhoz a webhelyjelszó-gyűjteményhez, és szükség szerint frissítsék őket, a változtatások szinkronizálva legyenek az összes regisztrált eszközön. Az egész kijelzős beállítással használt játékoknál automatikusan bekacsolódik a Játék mód (Game mode), a játékteljesítmény optimalizálása érdekében a játékfeladatot priorizálja, több GPU és CPU kapacitást rendel a játékhoz. A zárolt kijelzőn – az iOS-hez és az iPadOS-hez hasonlóan – látható a dátum és az idő. A képernyővédők a világ tájait mutatják be lassított felvételen. Bejelentkezéskor az Íróasztal (Desktop) háttérképe látható. A Sonoma mellett az Apple fejlesztői eszközöket jelentett be a Windows-játékok macOS-re történő portolására. A Wine-ból származó és béta verzióban kiadott Game Porting Toolkit a Windows alkalmazásprogramozási felület (API) hívását menet közben egyenértékű macOS API-kra fordítja, így a fejlesztők az x86 Windows DirectX játékaik módosítatlan verzióit futtathatják macOS rendszeren.

### macOS 15 Sequoia
A macOS Sequoia (15-ös verzió) bejelentésére a 2024. június 10-én tartott WWDC-n került sor, és 2024. szeptember 16-án jelent meg. Az Apple azon gyakorlatát követve, hogy a macOS verzióit kaliforniai nevezetességekről nevezi el, a rendszer a Sierra Nevada hegységben található Sequoia Nemzeti Parkról kapta a nevét. Bemutatkozott az iPhone Mirroring, amely lehetővé teszi az iOS 18-at futtató iPhone tükrözését és kezelését egy macOS-ablakban. Minden Mac támogatja, kivéve a 2019-es iMacet, amely nem rendelkezik T2 chippel. A Jegyzetek alkalmazás a Matematikai Jegyzetek (Math Notes) funkcióval bővült, amely egyszerű egyenletek kiszámítására, kifejezések értékelésére és változók hozzárendelésére használható közvetlenül az alkalmazáson belül. Az Apple bemutatta a Jelszavak (Passwords) nevű platformokon átívelő jelszókezelő alkalmazást, amely felváltja a Kulcskarikát (Keychain). A macOS Sequoia a Game Porting Toolkit második verziójával jelenik meg, amely a Wine és a Crossover alapjaira épülő, Windows API-kompatibilitási réteg, lehetővé téve a fejlesztők számára, hogy könnyebben portolják a Windows-játékokat macOS-re. Az Apple Intelligence minden Apple Silicon chipes Macen elérhető lesz, mesterséges intelligencia funkciókat kínálva, többek között az átdolgozott Siri-t, a Writing Tools eszközkészletet, amely segítségével kijelölt szöveg lektorálható vagy a hangneme módosítható, a Smart Reply in Mail funkciót, amellyel gyorsan e-mail válaszok készíthetők, valamint a rendszerszintű ChatGPT integrációt. Az Apple Intelligence funkciók használatához azonban M1 vagy újabb chip szükséges.

## Nagymacskák angol és magyar elnevezése
Egyes verziókat az Apple nagymacskákról nevezett el. Az angol megnevezések magyar fordítása nem konzekvens, aminek oka, hogy néha az angol elnevezés rendszertani szintje sem egyértelmű. A következő felsorolás ezeket az anomáliákat mutatja a Wikipédiára támaszkodva.
- Cheetah, magyar Wiki párja: Gepárd
- Puma, Puma (állatfaj)
- Jaguar, Jaguár (OK)
- Panther, ennek a szócikknek nincs magyar párja, a szoftvert Magyarországon Párduc-nak nevezték
- Tiger, Tigris (OK)
- Leopard, Leopárd (OK)
- Snow Leopard, Hópárduc, és nem Hóleopárd
- Lion, Oroszlán (OK)
- Mountain Lion, Puma (állatfaj)

+ A Puma (állatfaj) angol párja a Cougar.
Ez a blogbejegyzés részletesen fejti ki az elnevezési problémát.

## Szerver verziók
A Mac OS X első verziója szerver szoftver volt. Egészen a Mac OS X Server 10.7 Lion verzióig az Apple megkülönböztette a felhasználóknak és a szerverre szánt szoftver verziót. Ezt követően a szerver szoftver képességet a felhasználói verzióhoz vásárolható kiegészítők biztosították. A kiegészítők tudása folyamatosan csökkent, a szerver megoldás egyre kevésbé volt használható multiplatformos, nagyvállalati környezetben, de a végén már a kisvállalkozások igényét sem volt képes kielégíteni.
Mac OS X Server 1.0
Az 1999-ben megjelent Mac OS X Server 1.0 volt az első operációs rendszer, amelyet az Apple Computer a NeXT felvásárlása után kiadott. Bár átvette a Mac OS 8 platina „kinézetét és érzetét“, a klasszikus Mac OS helyett a NeXTSTEP operációs rendszerre épült. A Server 1.0-ban keveredett a klasszikus Mac OS, NeXTSTEP és Mac OS X. A képernyő tetején egyetlen menüsor volt, mint a Mac OS-ben, de a fájlkezelést a NeXTSTEP-es Workspace Manager végezte a Mac OS Finder alkalmazása helyett. A felhasználói felület továbbra is a NEXTSTEP Display PostScript alapú ablakkiszolgálóját használta a Display PDF alapú WindowServer helyett, ez utóbbi egy évvel később debütál a Mac OS X Public Beta verziójában. A nem mentett tartalomú ablak bezárási gombja NeXTSTEP-esen fekete pont volt. A Server 1.0 nem rendelkezett a Mac OS X-hez később hozzáadott Dock-kal vagy Aqua megjelenéssel, viszont tartalmazta a NetBoot szerver első verzióját. A klasszikus Mac OS alkalmazások futtatását a Mac OS X Server 1.0 „Blue Box” emulátorral oldotta meg, amely a Mac OS 8.5.1 operációs rendszert emulálta. Később a Mac OS X-ben ez lett a „Classic Environment”, de már a Mac OS 9.x rendszer emulációjával.
Mac OS X Server 10.0 Cheetah
A 2001 májusában megjelent Mac OS X Server 10.0 megkapta az új Aqua felhasználói felületet, az Apache-t, a PHP-t, a MySQL-t, a Tomcatet, a WebDAV-támogatást, a Macintosh Managert és a NetBoot-ot.
Mac OS X Server 10.1 Puma
A 2001 szeptemberében kiadott Mac OS X 10.1 jelentős lépés volt a 10.0-hoz képest. Míg a 10.0 egy újabb béta verziónak tűnt, a 10.1 volt az első OS X kiadás, amelyet ténylegesen lehetett használni. Az alkalmazásindítási idő csökkent, az ablakok átméretezése és a menük lényegesen gyorsabbak voltak, a dokkoló mozgatható lett, nőtt a testre-szabhatóbb felületek mennyisége. Továbbfejlesztették a 3D grafikus teljesítményt, több száz illesztőprogramot kínáltak más gyártók nyomtatóihoz, kameráihoz, MP3-lejátszóihoz és tárolóeszközeihez. További hálózati integrációs megoldások kerültek a verzióba. A Mac OS X 10.1 ingyenesen frissíthető volt a 10.0 tulajdonosai számára. Mérete miatt azonban nem volt letölthető az internetről, hanem vagy közvetlenül az Apple-től volt rendelhető (postaköltség: 20 dollár), vagy beszerezhető volt az Apple Store-ban helyben írt CD-n.
Mac OS X Server 10.2 Jaguar
Az Apple 2002. július 17-én mutatta be Mac OS X Server 10.2 rendszert.
Ebben a verzióban mutatták be a hálózatról történő kliensgép indítást lehetővé tevő NetBoot-ot és a kliensgép operációs rendszerének, alkalmazásainak szerverről történő telepítését, a telepítés automatizálását. A Workgroup Manager képessé vált bármely LDAPv3 címtárszerverrel együttműködve biztosítani a felhasználók, csoportok és számítógépek központosított kezelését. Mindjárt mellékeltek is egy címtárszervert, az Open Directory-t. A távoli kiszolgálókezeléshez a szerver szoftver része lett Server Status Tool eszköz és az SNMP támogatás. Továbbfejlesztették a fájl- és nyomtatási szolgáltatásokat, biztonságosabb lett a fájlátvitel és az NFS-megosztás az AFP-n keresztül. Nőtt a tudása a webszolgáltatásoknak is, támogatott lett a SOAP, az XML-RPC, a szerverre optimalizált Java VM, JSP-k és Java Servlet-ek. Erősítették a QuickTime Streaming Server 4 és QuickTime Broadcaster szolgáltatást, ezek MPEG-4 formátumban rögzítik és kódolják a QuickTime tartalmat az interneten keresztüli élő közvetítéshez.
Mac OS X Server 10.3 Panther
A 2003. október 24-én bemutatott Mac OS X Server 10.3 egyik új szolgáltatása a több szerver egyszerű, automatikus beállítása az Open Directory 2, a méretezhető LDAP címtár és Kerberos hitelesítési szolgáltatások fogadásához. A Samba 3 a Windows kliensek bejelentkezési és saját könyvtárának támogatásához. A Windows-felhasználót a számítógépre bejelentkezéskor „hitelesítheti“ a szerver. A szerver képes a Windows otthoni könyvtárai tárolására és támogatja a Windows „barangolási profiljait”. A Samba 3 és az Apple Open Directory szoros integrálásával a Panther Server megkönnyíti a felhasználók számára, hogy hozzáférjenek fiókjukhoz akár Mac-ről, akár Windows-alapú PC-ről. A vegyes klienskörnyezetekre tervezett Panther Server egyéb nyílt szabványokon alapuló hálózati szolgáltatásai közé tartozott az Open Directory 2, az OpenLDAP, a Berkeley DB és a MIT Kerberos KDC-jén alapuló Kerberos. Az alapoktól újraépítették a levelezőszervert nyílt forráskódú kiszolgálókból – Postfix SMTP, Cyrus IMAP és POP –, levélszemét- és vírusszűrő megoldásokkal, valamint a SSL-lel a biztonságos levelezéshez. A szerverbe beépített új VPN-kiszolgáló támogatta a Mac OS X, Windows vagy UNIX klienseket PPTP és L2TP protokollok használatában. A szerver bővült a JBoss alkalmazásszerver és az új alkalmazástelepítési eszközök hozzáadásával.
Mac OS X Server 10.4 Tiger
A 10.4-es kiadás még több eszközt, alkalmazást és szolgáltatást tartalmaz, amelyek egy része nyílt forráskódú. A legfigyelemreméltóbb kiegészítések: a 64 bites alkalmazástámogatás, a hozzáférés-vezérlési listák, az Xgrid, a link-összesítés, az e-mail spam–szűrés (SpamAssassin), a vírus-észlelés (ClamAV), a Gateway beállítási asszisztens, valamint a szoftverfrissítéshez szükséges kiszolgálók, az iChat Jabber szerver és a webnaplók. (Blojsom). A 10.4 új kliens képességet kínált, a felhasználói identitások teljesen függetlenek lehetnek a kliens géptől. A szerver többféle szintű felhasználókezelési forgatókönyvet biztosított, beleértve a kliensgépek közvetlenül a kiszolgálón tárolt operációs rendszerről történő indítását (NetBoot), a független rendszerindítást. Lehetséges volt az összes felhasználói információ szerveren tárolása (hálózati kezdőkönyvtár). A rendszer képes volt azt a forgatókönyvet is kezelni, amelyben a felhasználók fájljai helyileg a felhasználók hordozható számítógépein vannak, miközben az összes felhasználói információt rendszeresen szinkronizálják a kiszolgálón lévő tükörazonosítóval (hordozható kezdőkönyvtár). Ezeknek a technológiáknak a végeredménye az, hogy a felhasználók az interneten át bármely számítógépről hozzáférhetnek teljes számítógép-azonosítójuk egy részéhez vagy egészéhez. Ezek a szolgáltatások mind az Apple-re jellemző, grafikus felületű konfigurátorral voltak beállíthatók.
Mac OS X Server 10.5 Leopard
A Mac OS X Server v10.5-t, a „Leopard“-ot a 2005-ös Worldwide Developers Conference-en (WWDC)jelentették be, és először a 2006. augusztus 7-i WWDC-n mutatták be a nagyközönségnek. A Leopard Server új szolgáltatásokat kínált: iCal (naptár) Server, Wiki Szerver (Wiki szerver), Spotlight (fájlkereső) szerver. Új volt a Podcast Producer, amely nem csak a podcast készítést, de a megosztást is támogatta. A Leopard Server sok frissítést hozott, néhány: Apache HTTP Server MySQL 5, JBoss 4, Apache Tomcat 5, QuickTime Streaming Server 6, iChat Server 2, Xgrid 2 és Open Directory 4.

Mac OS X Server 10.6 Snow Leopard
A 2009-ben bemutatott Snow Leopard Server teljes egészében 64 bites operációs rendszer volt. A 4 GB vagy több RAM-mal rendelkező megfelelő rendszereken a Snow Leopard Server 64 bites kernelt használ az elméletileg megcímezhető 16 TB RAM kezelésére. Az iCal Server 2 továbbfejlesztett CalDAV-támogatást kapott és bővült webnaptár-alkalmazással, push értesítéssel és e-mailes meghívók küldésének lehetőségével a nem iCal felhasználóknak. A CardDAV protokoll szabványon alapuló Address Book Server (címtár) központi tárhelyet biztosított a felhasználók számára, ahol több Mac-en és szinkronizált iPhone-on tárolhatják és elérhetik személyes névjegyeiket. A Wiki Server 2 szerveroldali Quick Look funkcióval bővült, és képes volt a wikitartalmat iPhone megjelenítésre optimalizálni. Megújult a Mail Server motor, amely támogatja a push e-maileket, így a felhasználók azonnal megkapták a nekik címzett emailt. A Podcast Producer 2 új Podcast Composer alkalmazással bővült. Ez automatizálta a gyártási folyamatot a testre-szabott, egységes megjelenésű és hangulatú podcastok létrehozásakor. A gyártásnál a címek, átmenetek és effektusok hozzáadását automatizálta. A terjesztésnél az automatizálás végezte el a kívánt formátum(ok)ba mentést, a wikiken, blogokon, iTunes-on, iTunes U-n (University), Final Cut Server-en vagy Podcast Library-n való megosztást. Az egyes csatornák eltérő felbontást, képméretet és másodpercenkénti képkocka arányt igényeltek. A Mobile Access Server lehetővé teszi az iPhone és Mac felhasználók számára a biztonságos hálózati szolgáltatások elérését, beleértve a vállalati webhelyeket, online üzleti alkalmazásokat, e-maileket, naptárakat és névjegyeket. Anélkül, hogy további szoftverre lenne szükség, a Mobile Access Server fordított proxyszerverként működik, és SSL titkosítást és hitelesítést biztosított a felhasználó iPhone vagy Mac számítógépe és a virtuális magánhálózat között. A Snow Leopar Servert az Apple Magyarországon külön roadshow keretében mutatta be a viszonteladók számára. Az AATC (Apple Authorized Training Center) minősítésű XMS Akadémián a Snow Leopard Server trainer képzés során vélhetően országos csúcsot állítottak fel: 11 Snow Leopárd szerver működött egyetlen hálózatban, 85 négyzetméteren.
Mac OS X Server 10.7 Lion
A Mac OS X Lion 2011 februári bejelentésekor az Apple jelezte, hogy a Lion-tól kezdve a Mac OS X Server csupán annyiban fog különbözni a felhasználói operációs rendszertől, hogy a szerver funkciók kiegészítőként megvásárolhatók lesznek, az önálló szerver szoftver megszűnik. Az árazás kedvezőbb lett, az előző Server ára 499 dollár volt, a mostani kiegészítőt az Apple 80 dollárért kínálta. A Lion Server tartalmazta az iCal Server és a Wiki Server új verzióját és a Mail Servert. A Lion Server képes volt iOS eszközök kiszolgálására. Az Apple ezzel a döntésével megkezdte a szerver-szoftvere leépítését, verióról verzióra csökkentve az elérhető szolgáltatások számát. Ezt igazolja, hogy az eddigi szokásával ellentétben egyetlen sajtóközleményt sem szánt a Lion szerver-verziójának, de még megemlíteni sem említette.
OS X Server 2.0
Az OS X Server, korábban Mac OS X Server, az Apple külön értékesített UNIX alapú szerver operációs rendszere volt, amely felépítésében megegyezett az asztali megfelelőjével, a Mac OS X-szel, de további szerverprogramokkal, valamint felügyeleti és adminisztrációs eszközökkel volt kiegészítve. A 10.7-es (Lion) verziótól kezdve a Mac OS X és a Mac OS X Server egyetlen kiadásba került, külön „szerver” operációs rendszert már nem árusítottak. A Mac OS X Server szerverspecifikus szerveralkalmazásai, valamint munkacsoport-kezelő és adminisztrációs szoftverei mostantól Server App néven voltak elérhetők. Ezek az eszközök leegyszerűsítik a kulcsfontosságú hálózati szolgáltatásokhoz való hozzáférést, beleértve a levél-továbbító ügynököt, az AFP- és SMB-szervereket, az LDAP-kiszolgálókat, a tartománynév-szervereket és másokat.
OS X Server 3.0
A Mac App Store-ból 19,99 dollárért beszerezhető csomag tartalmazta a Server nevű szerverkezelő alkalmazást, valamint további adminisztrációs eszközöket a kliensprofilok és az Xsan kezeléséhez. Az Xsan tárolóhálózat (SAN vagy fürtözött fájlrendszer macOS-hez. Az Xsan lehetővé teszi, hogy több Mac asztali és Xserve rendszer hozzáférjen a megosztott blokktárolókhoz Fibre Channel hálózaton keresztül. A telepített Xsan fájlrendszerrel ezek a számítógépek egyszerre tudnak ugyanarra a tárolókötetre olvasni és írni. Az Xsan egy teljes körű SAN-megoldás, amely tartalmazza a metaadatvezérlő szoftvert, a fájlrendszer-kliens szoftvert, valamint az integrált beállítási, felügyeleti és felügyeleti eszközöket. Az Xsan rendelkezik minden, a vállalati megosztott lemezes fájlrendszertől elvárható jellemzővel, beleértve a nagy fájlok és fájlrendszerek támogatását, a több csatlakoztatott fájlrendszert, a metaadat-vezérlő hibatűrését és a több operációs rendszer támogatását.
OS X Server 4.0
macOS Server 5.0
| szerver verzió    | alap OS verzió            |
| ----------------- | ------------------------- |
| macOS Server 5    | OS X Yosemite 10.10.5     |
| macOS Server 5    | OS X El Capitan 10.11     |
| macOS Server 5.2  | OS X El Capitan 10.11     |
| macOS Server 5.2  | macOS Sierra 10.12        |
| macOS Server 5.3  | macOS Sierra 10.12.4      |
| macOS Server 5.4  | macOS High Sierra 10.13   |
| macOS Server 5.5  | macOS High Sierra 10.13.3 |
| macOS Server 5.6  | macOS High Sierra 10.13.3 |
| macOS Server 5.7  | macOS Mojave 10.14*       |
| macOS Server 5.8  | macOS Mojave 10.14.4      |
| macOS Server 5.9  | macOS Catalina 10.15      |
| macOS Server 5.11 | macOS Big Sur (11)        |
| macOS Server 5.12 | macOS Monterey (12)       |

* Ennél az Apple leállította a nyílt forráskódú szolgáltatásokat, mint a Calendar Server, a Contacts Server, a Mail Server, a DNS, a DHCP, a VPN Server és a webhelyek összekapcsolását a macOS Serverrel. A szolgáltatások ettől kezdve a Profilkezelőre, az Open Directoryra és az Xsanra korlátozódtak.
**macOS Server 5.10 ??? HIÁNYZIK 2015. szeptember
- 2022. április 21-én az Apple leállította a macOS Servert.

## Lásd még